# Centre de données astronomiques de Strasbourg
Pour les articles homonymes, voir CDS.
Le Centre de données astronomiques de Strasbourg (CDS) est un centre de données voué à la collecte et à la distribution dans le monde entier de données astronomiques. Il héberge la base de référence mondiale pour l'identification d'objets astronomiques et ses missions consistent :
- à rassembler des informations utiles concernant les objets astronomiques, sous forme informatisée ;
- à distribuer ces informations dans la communauté astronomique internationale ;
- à conduire des recherches utilisant ces données.

Le CDS a été créé en 1972 par l'Institut national d'astronomie et de géophysique (INAG), devenu depuis l'Institut national des sciences de l'univers (INSU), en accord avec l'université Louis-Pasteur, devenue depuis l'université de Strasbourg. 
Les services principaux du CDS sont Simbad, la base de données de référence pour l'identification et la bibliographie des objets astronomiques (hors système solaire), VizieR, qui collecte les catalogues astronomiques et les tables publiées dans les journaux académiques, et Aladin, un atlas interactif du ciel qui permet de visualiser des images astronomiques provenant des observatoires sol et spatiaux ou fournies par l'utilisateur, et des données provenant des services du CDS ou d'autres bases de données telles que NED.

## Le CDS et l'observatoire virtuel
Depuis sa création en 1972, le CDS collecte, répertorie et rend accessibles à distance, et maintenant par le réseau Internet, des données astronomiques de tous horizons : articles scientifiques, données observationnelles, images numérisées. Les astronomes du monde entier utilisent ses ressources, via les services Aladin, Simbad et VizieR. La logique de l'observatoire virtuel y était donc déjà présente et aujourd'hui, le CDS peut compter sur ses quarante ans d'expérience en la matière pour participer efficacement au développement des services permettant l'accès et l'utilisation conjointe des archives (c'est ce qu'on appelle l'interopérabilité). C'est un des acteurs de l'International Virtual Observatory Alliance (en) (IVOA), qui développe les standards nécessaires pour assurer l'interopérabilité des archives et des services astronomiques.

## Administration
Le CDS est rattaché à l'Observatoire de Strasbourg et dépend donc à la fois du CNRS et l'université de Strasbourg. 